# 東京六大学対抗グライダー競技会
東京六大学対抗グライダー競技会（とうきょうろくだいがくたいこうグライダーきょうぎかい）は、東京に本部を置く6つの大学の航空部によって行なわれるグライダーの大会である。

## 概要
1998年10月に第1回競技会が挙行され、毎年夏に日本学生航空連盟などの後援により、埼玉県熊谷市の日本学生航空連盟妻沼滑空場で開催されている。
競技を通じて学生グライダースポーツの向上と、健全なる心身の育成をはかり、もって航空文化の発展と六大学間の親睦を深めることを目的としており、2017年で20回を数える。
グライダー競技の一つの特徴として、女性と男性が同じ土俵で競い合うことができることが挙げられ、実際に大会で女性パイロットが優勝することもある。
大学間の交流の歴史は古く、GHQによる航空禁止令が解除された2年後の1953年に、慶應義塾大学と早稲田大学、法政大学との間で定期競技会が開催されるようになった。
その後、立教大学と法政大学との間でも定期競技会が開催されるようになり、その交流の歴史が東京六大学対抗グライダー競技会として結実することになる。
また、各大学の航空部の歴史自体もかなり古く、早稲田・慶應・法政・明治の四大学の航空部は、その前身を含めると80年以上の歴史を有している。
なお、早稲田・慶應対抗戦、立教・法政対抗戦は、六大学対抗戦とは別に現在も行なわれている。

## 構成大学
五十音順で以下の通りである。
- 慶應義塾體育會航空部
- 東京大学運動会航空部
- 法政大学体育会航空部
- 明治大学体育会航空部
- 立教大学体育会航空部
- 早稲田大学航空部

## 年表
- 1953年 慶應義塾大学と早稲田大学、法政大学との間で定期競技会が始まる
- 1998年 妻沼滑空場で第1回東京六大学対抗グライダー競技会が開催される
- 2007年 10回目の六大学競技会を迎える
- 2017年 20回目の六大学競技会を迎える